# Roche Saint-François
Roche Saint-François est un îlet de Guyane, un des îlets de Rémire, appartenant administrativement à Cayenne.